# Граф Норфолк

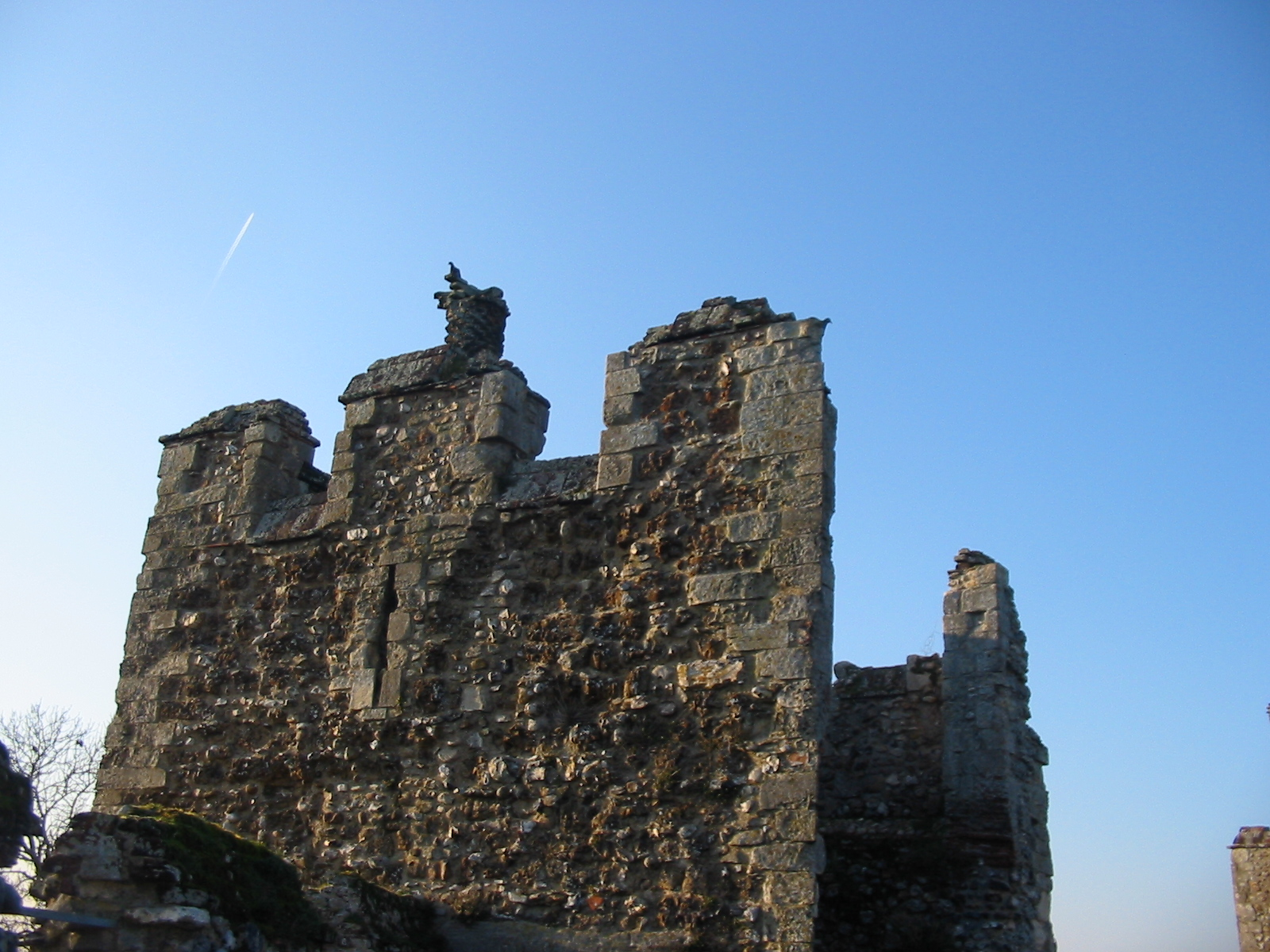
Руины замка Фрамлингем — родового замка графов Норфолк

Граф Норфолк (англ. Earl of Norfolk) — один из старейших графских титулов Англии. С 1140 года до настоящего времени титул последовательно носили представители трёх дворянских родов: Биго (XII—XIII века), Моубрей (XIV—XV века) и Говарды (с XVII века). Графы Норфолк принадлежали к наиболее могущественным и влиятельным аристократическим семьям Англии и играли значительные роли в политической истории страны. В 1397 году впервые был учреждён титул герцог Норфолк, который с 1660 года постоянно принадлежал главе дома Говардов и вытеснил из употребления аналогичный графский титул. Современный носитель титула графа Норфолк — Эдвард Фицалан-Говард (род. 1956), 18-й герцог и 16-й граф Норфолк. С 1245 года графам Норфолк принадлежит наследственный титул лорда-маршала, одна из высших церемониальных должностей Великобритании.
Главной исторической резиденцией графов Норфолк в Средние века был замок Фрамлингем в Саффолке. С XVI века по настоящее время их резиденцией является замок Эрандел (Арундел) в Суссексе.

## История титула
Первым графом Норфолк иногда называют Ральфа II, бретонского рыцаря, которому Вильгельм Завоеватель в 1070 году пожаловал графский титул. Однако средневековые источники упоминают Ральфа в качестве графа Восточной Англии, подчеркивая его преемство со своим отцом Ральфом I — англосаксонским эрлом Восточной Англии.
Первым достоверно известным графом Норфолк был Гуго Биго, крупный землевладелец в графствах Норфолк, Суффолк и Лестершир, получивший графский титул в 1140/1141 годах от короля Стефана Блуаского, которому была необходима поддержка Гуго в период гражданской войны 1135—1154 годов. Дом Биго вскоре занял одну из лидирующих позиций среди высшей аристократии Англии, а в 1245 году закрепил в своём наследственном владении должность лорда-маршала Англии. Графы Норфолк неизменно участвовали во всех выступлениях английских баронов против королевской власти, однако им удавалось сохранять свои земли и титулы. В 1306 году род Биго пресёкся, но уже в 1312 году его владения, а также титулы графа Норфолк и лорда-маршала были переданы Томасу Бразертону, одному из младших сыновей Эдуарда I, короля Англии. Томас не имел детей мужского пола, и после его смерти в 1338 году титул унаследовала его дочь Маргарет, которая в 1397 году получила пожизненный титул герцогини Норфолк. В том же году сыну старшей дочери Маргариты Томасу де Моубрей также были присвоены титулы герцога и графа Норфолк. Хотя после вступления на престол Генриха IV (1399) титул герцога был конфискован (восстановлен в 1425 году), потомки Томаса сохранили за собой титул графа Норфолк. В период войны Алой и Белой розы дом де Моубрей поддерживал Йорков, а последняя его представительница Анна де Моубрей была обручена с юным принцем Ричардом, сыном Эдуарда IV, трагически погибшем в Тауэре в 1483 году.
После смерти Анны де Моубрей и принца Ричарда титул графа Норфолка в течение полутора веков оставался вакантным, тогда как титул герцога Норфолка был пожалован Джону Говарду, потомку по женской линии Томаса Моубрея, 1-го герцога Норфолк. В XVI веке Говарды стали одним из наиболее могущественных семей Англии, породнились с королями, а во время Реформации возглавили католическую оппозицию. За участие в заговоре против Елизаветы I в 1572 году Томас Говард, 4-й герцог Норфолк был казнён, а его титул конфискован. Потомки Томаса Говарда неоднократно обращались к королю с просьбой о возвращении им герцогского титула. Рассмотрение этих обращений растянулось на несколько десятилетий, пока в 1644 году не состоялась новое пожалование титула графа Норфолк — Томасу Говарду, 21-му графу Арундел, приближённому короля Карла I, крупного коллекционера живописи и покровителя искусств. Наконец в 1660 году был восстановлен титул герцога Норфолк. Члены семьи Говардов до настоящего времени продолжают носить титулы графа и герцога Норфолк и занимать почётную должность лорда-маршала.

## Список графов Норфолк

Герб дома Биго

Герб Томаса Бразертона

Герб дома Моубрей

Герб дома Говард

### Граф Норфолк, первая креация (1140)
- Гуго Биго, 1-й граф Норфолк (1095—1177);
- Роджер Биго, 2-й граф Норфолк (ум. 1221), сын предыдущего;
- Хью Биго, 3-й граф Норфолк (ум. 1225), сын предыдущего;
- Роджер Биго, 4-й граф Норфолк (ум. 1270), сын предыдущего;
- Роджер Биго, 5-й граф Норфолк (ум. 1306), племянник предыдущего.

### Граф Норфолк, вторая креация (1312)
- Томас Бразертон, 1-й граф Норфолк (ум. 1338), сын Эдуарда I, короля Англии;
- Маргарет, герцогиня Норфолк, 2-я графиня Норфолк (ум. 1399), дочь предыдущего;
- Томас де Моубрей, 3-й граф Норфолк (1365—1399), 1-й герцог Норфолк (1397—1399), внук предыдущей;
- Томас де Моубрей, 4-й граф Норфолк (1385—1405), сын предыдущего;
- Джон де Моубрей, 5-й граф Норфолк (1392—1432), 2-й герцог Норфолк (с 1425), брат предыдущего;
- Джон де Моубрей, 3-й герцог и 6-й граф Норфолк (1415—1461), сын предыдущего;
- Джон де Моубрей, 4-й герцог и 7-й граф Норфолк (1444—1476), сын предыдущего;
- Анна де Моубрей, 8-я графиня Норфолк (1472—1481), дочь предыдущего.

### Граф Норфолк, третья креация (1477)
- Ричард, герцог Йорк, герцог и граф Норфолк (1473—1483?), сын Эдуарда IV, короля Англии, муж предыдущей.

### Граф Норфолк, четвёртая креация (1644)
- Томас Говард, 21-й граф Арундел, 1-й граф Норфолк (1585—1646), внук Томаса Говарда, 4-го герцога Норфолка; следовательно, прапрапраправнук Джона Говарда, 1-го герцога Норфолка и, соответственно, прапрапрапрапраправнук Томаса де Моубрея, 1-го герцога Норфолка;
- Генри Говард, 22-й граф Арундел, 2-й граф Норфолк (1608—1652), сын предыдущего;
- Томас Говард, 23-й граф Арундел, 3-й граф Норфолк (1627—1677), 5-й герцог Норфолк (c 1660), сын предыдущего.

О последующих графах Норфолк см.: Герцог Норфолк.